# Takashi Kiyama
Takashi Kiyama (木山 隆之 Kiyama Takashi?, nacido el 18 de febrero de 1972 en Itami, Hyōgo) es un exfutbolista y actual entrenador japonés. Jugaba de defensa y su último club fue el Mito HollyHock de Japón.

## Trayectoria

### Clubes
| Club              | País  | Año         |
| ----------------- | ----- | ----------- |
| Gamba Osaka       | Japón | 1994 - 1997 |
| Consadole Sapporo | Japón | 1998        |
| Mito HollyHock    | Japón | 1999 - 2002 |